# Cmentarz Komunalny przy ulicy Walerego Goetla w Katowicach
Cmentarz Komunalny przy ulicy Walerego Goetla w Katowicach – miejska nekropolia położona w katowickiej dzielnicy Murcki przy ulicy W. Goetla 9. Jest to drugi cmentarz murckowski obok cmentarza przy ulicy J. Kołodzieja.
Cmentarz powstał najprawdopodobniej w XIX wieku. We wczesnym okresie istnienia pochowana tu została grupa żołnierzy rosyjskich z okresu I wojny światowej znajdujących się w niewoli niemieckiej. Pogrzebano na nim trzech powstańców śląskich z 1919 roku (spoczywają tu: Jan Kołodziej, Karol Bialik i Teodor Maron). W 1931 roku cmentarz stał się własnością gminy.
W 1985 roku został tutaj pochowany mieszkający w Murckach Augustyn Halotta, lecz po 30 latach rodzina dokonała ekshumacji zwłok i przeniesienia prochów na Centralny Cmentarz Komunalny w Katowicach.